# 藤原美樹
藤原 美樹（ふじわら みき、1980年2月18日 - ）は、日本の料理研究家、YouTuber、タレント。愛称は、みきママ。神奈川県出身。CCPR所属。

## 来歴
- 2008年にアメーバブログにて料理や子育てを綴るブログ『藤原家の毎日家ごはん。』を開始。いわゆる時短レシピや節約レシピでありながらボリュームもあり食べ応えのある内容が好評でアクセス数は右肩上がりとなる。料理レシピカテゴリーで上位にランキングされる人気ブログとなり、2010年に初のレシピ本が出版されると藤原自身も「料理研究家」としてメディア出演する機会が増えた。
- 2019年、料理レシピ本大賞 in Japan、第6回お菓子部門大賞受賞[6]。
- 2022年4月、24年ぶりに大学に入学した[7]。4年後に管理栄養士国家試験への合格を目指している。

## 人物
- 「おうち料理研究家」としてテレビや雑誌で幅広く活動しており、野菜ソムリエジュニアマイスターの資格を持つ[5]。
- 実弟は、NEWSの小山慶一郎。2023年5月30日放送の『踊る!さんま御殿!!』にて公表した[3]。義妹は、AAAの宇野実彩子。
- 藤原が15歳の時に両親が離婚したため[2]、その後、母親が女手ひとつで藤原と小山を育てた[8][9]。
- 実家はラーメン屋を経営している[10]。
- 元夫とは以前勤めていた旅行会社の同期として知り合い[11]、2003年11月22日に結婚[12]。二男一女を儲けた[13][14]。
- 2019年に離婚届を提出[2]。しかしその事実を暫くの間、子どもたちにも伏せていた[15]。2023年3月25日、離婚を公表した[16]。離婚後、住んでいた家を出たが「藤原家」に通う形で料理ブログの更新を続けている[13]。なお、次男と長女は元夫と生活をしている。元夫は離婚公表翌日に“はやパパ”名義でブログを立ち上げ、シングルファーザーの子育てや料理レシピの公開を開始している[13]。
- 長男は、株式会社ISHIZUE元代表取締役の藤原遥人[4][17]。受験勉強のため代表取締役を引退し、2023年4月に東京大学に進学した[18]。三人の子どもたちは幼少期から藤原のブログ『藤原家の毎日家ごはん。』に顔出しをしており、出版したレシピ本の表紙にも登場している。また、長男と次男は藤原と共にテレビ出演や取材に応じることがある[15][19]（長女は幼児の頃は顔出しをしていたが、小学生になった現在、顔が明らかにならないようにスタンプで隠す配慮がされている[注 1]）。

## 著書
- 藤原さんちの毎日ごはん（2010年、主婦と生活社）
- 藤原さんちの毎日ごはん2（2011年、主婦と生活社）
- みきママのめちゃうま!おうちごはん（2012年、主婦と生活社）
- みきママのラクうまリメイク料理（2012年、主婦と生活社）
- みきママのもう悩まない!お助けお弁当&おかず（2012年、日テレムック）
- 藤原さんちの大人気ごはん（2014年、主婦と生活社）
- みきママのフライパンでできるめちゃうま！レシピ（2015年、扶桑社）
- みきママさんちのアイデア離乳食（2016年、赤ちゃんとママ社）
- みきママのめちゃうま!節約レシピ（2016年、扶桑社）
- みきママのスーパー離乳食&パパごはん（2017年、主婦の友社）
- みきママのあと3キロやせるおかず（2018年、宝島社）
- みきママの元気がでる!フライパンレシピ（2018年、扶桑社）
- 世界一親切な大好き!家おやつ（2018年、主婦の友社）
- 世界一親切な12カ月おやつ（2019年、主婦の友社）
- みきママのおうちで作る外食ごはん（2019年、扶桑社）
- みきママの100楽レシピ（2020年、扶桑社）

## 受賞
- 2019年 - 料理レシピ本大賞 in Japan、第6回お菓子部門大賞 『世界一親切な大好き！家おやつ』[6]

## 出演

### レギュラー出演
- 知りたがり!（2011年11月 - 2012年3月、フジテレビ、隔週火曜レギュラー）
- ママモコモてれび（PON!）（2012年10月 - 2015年3月、日本テレビ、月4回出演）
- バイキング（2015年 - 2016年、フジテレビ、「坂上忍とみきママの時短!簡単!節約!晩ごはん」「坂上忍とみきママの超お手軽!マジックレシピ」）

### CM
- ヱスビー食品「シーズニングミックス」（2014年9月 - 12月）
- 白元アース「ノンスメル」（2016年6月 - 12月）

## 雑誌連載
- みきママさんちの嫌いな野菜も食べちゃうレシピ（『すてきな奥さん』2012年1月号 - 12月号）
- みきママのフライパンクッキング（『ESSE』2012年１月号 - 2014年12月号）
- みきママさんの超使える持ち寄りレシピ（『すてきな奥さん』2013年1月号 - 2014年12月号）
- みきママのオーブントースターで15分弁当（『ESSE』2015年1月号 - 12月号）
- みきママのめちゃうま！フライパンCOOKING（『ESSE』2016年1月号 - 現在）
- 小山姉弟の食卓（『レタスクラブWEB』、2024年4月12日 - ）※弟・小山慶一郎と